# Penzancia paravelox
Penzancia paravelox is een rondwormensoort. De wetenschappelijke naam van de soort is voor het eerst geldig gepubliceerd in 1934 door Allgén.